# Il tempo pugnalato
Il tempo pugnalato (La durée poignardée) è un dipinto del pittore surrealista belga René Magritte del 1938, conservato nell'Art Institute di Chicago.

## Storia
L’opera è stata commissionata dal collezionista Edward James, che chiese a Magritte di realizzare dei dipinti per la sala da ballo della sua casa di Londra dopo aver ammirato i suoi quadri all'Esposizione internazionale surrealista del 1936. James appese il quadro sopra al caminetto, nonostante Magritte sperasse che venisse messo alla fine della scala che portava alla sala da ballo, in modo che gli ospiti fossero impressionati nel vedere la locomotiva sfrecciare verso di loro. Per James, Magritte realizzò anche Sulla soglia della libertà (1930), anch’esso attualmente conservato presso l’Art Institute di Chicago.
La traduzione inglese del titolo (Time transfixed, ovvero 'Il tempo trafitto') non soddisfece Magritte, poiché la parola “time” non esprime la continuità del francese “durée”.
Riguardo la scelta del soggetto, Magritte affermava di non sapere perché avesse scelto la locomotiva, e che non desiderava saperlo; l’idea gli era arrivata improvvisamente come un’illuminazione in un momento di “presence of mind” (presenza mentale) e lui si è semplicemente chiesto come raffigurarla affinché evocasse mistero. Gli altri elementi del dipinto, quali l’orologio, il candelabro o lo specchio, sono presenti in altre opere dell’artista.

## Descrizione
L’opera raffigura una locomotiva a carbone che esce a tutta velocità da un caminetto all’interno di una sala da pranzo borghese. L’inquadratura della scena è leggermente angolata e la locomotiva fuoriesce dalla presa d’aria come se sbucasse da un tunnel ferroviario, emettendo un pennacchio di fumo bianco. Il pavimento è rivestito da un parquet di rovere a liste parallele e sulla parete c’è una boiserie. Il camino marmoreo è sormontato da uno specchio con una cornice dorata. Sull’architrave del camino si trova un orologio nero a pendolo posto al centro, ai due lati del quale vi sono due candelabri in ottone privi di candela.

## Analisi
Nelle sue opere Magritte aspira a rappresentare l’invisibile tramite ciò che è visibile, l’impossibile attraverso immagini vincolate dal possibile ma che evochino un mistero a cui lo spettatore non possa dare spiegazione. Per fare ciò, l’artista sceglie di utilizzare come soggetti elementi della realtà comuni e familiari, combinati in qualcosa di sconosciuto e inusuale. In questo dipinto Magritte ottiene la "crisi dell'oggetto" utilizzando le categorie dell'isolamento e della decontestualizzazione, senza discostarsi dal realismo pittorico. Gli oggetti devono rimanere inalterati nell’aspetto e mantenere le proprie caratteristiche distintive, come dimostrano il caminetto e il treno, disegnati in modo preciso e realistico. Tuttavia, tali oggetti devono essere sradicati dal loro abituale luogo di appartenenza e inseriti in un contesto completamente diverso e inaspettato, col quale non hanno correlazione o familiarità.
Solo attraverso questo espediente un elemento comune come un treno può rivelare il mistero che nasconde e stimolare il pensiero dello spettatore. Magritte infatti ritiene che il mistero sia intrinseco a ogni cosa e intende solo rivelarlo, come afferma in una lettera:
(René Magritte, Lettera da Magritte a Hornik, 8 maggio 1959, negli archivi di André Bosmans)
Questa tecnica prende ispirazione dalla metafisica di De Chirico, molto apprezzata da Magritte, e dalla teoria della “riabilitazione dell’oggetto” surrealista, secondo la quale alienare l’oggetto dal contesto abituale permette di ridefinirne lo scopo o la funzione. Rispetto al Surrealismo, Magritte aggiunge la percezione che vi siano delle affinità nascoste tra elementi della realtà apparentemente lontani tra di loro. Il risultato finale dell’opera è un paradosso, lo stravolgimento della realtà fisica così come è nota e come ci si aspetta di vederla rappresentata. Magritte stesso definisce il quadro una metamorfosi:
(René Magritte)
Nel corso del tempo sono state date diverse interpretazioni del dipinto, legate soprattutto al treno come presunto simbolo di velocità e della moderna evoluzione, che supera l’uomo prendendo il sopravvento sull’ambiente circostante – proprio come la locomotiva, seppur in miniatura, diventa la protagonista “ingombrante” della sala da pranzo.
Tuttavia, Magritte ha sempre lottato contro l’interpretazione delle opere d’arte; secondo lui gli spettatori che provano a dare un senso logico a un’opera d’arte hanno bisogno del conforto di qualcosa di certo e sicuro a cui appoggiarsi perché non sono in grado di sopportare l’idea che degli oggetti a loro così familiari siano dissociati dalla loro normale funzione o dal loro ambito d’uso. In tal modo non riescono a coglierne il mistero, ovvero ciò che attiva il potere del pensiero.
Al riguardo, Magritte scrive:
(René Magritte, Lettera da Magritte a Hornik, 8 maggio 1959, negli archivi di André Bosmans)

## Stile
Le linee del dipinto sono nette e chiare, le figure nitide e ben delineate. La locomotiva è posizionata in modo parallelo rispetto alle assi del parquet e risulta in miniatura in confronto alle dimensioni del camino. Il fumo emesso viene aspirato dalla cappa, dando un’impressione di staticità alla scena. Lo specchio riflette solamente l’orologio e il candelabro sinistro, mentre la parte superiore è ombreggiata. L’opera presenta una gamma di colori piuttosto ristretta; il nero metallico della locomotiva è messo in risalto dai colori tenui della stanza.